# Olive Kline
Olive Kline (a veces dada como Olive Kline Hulihan o el seudónimo Alice Green; Amsterdam, 7 de julio de 1887-Pelham, 29 de julio de 1976) fue una soprano estadounidense que es recordada principalmente por sus grabaciones para Victor Records de 1912 a 1935 Grabó una amplia gama de música, desde óperas y musicales de Broadway hasta música sacra, música popular y canciones del repertorio de conciertos clásicos.

## Biografía

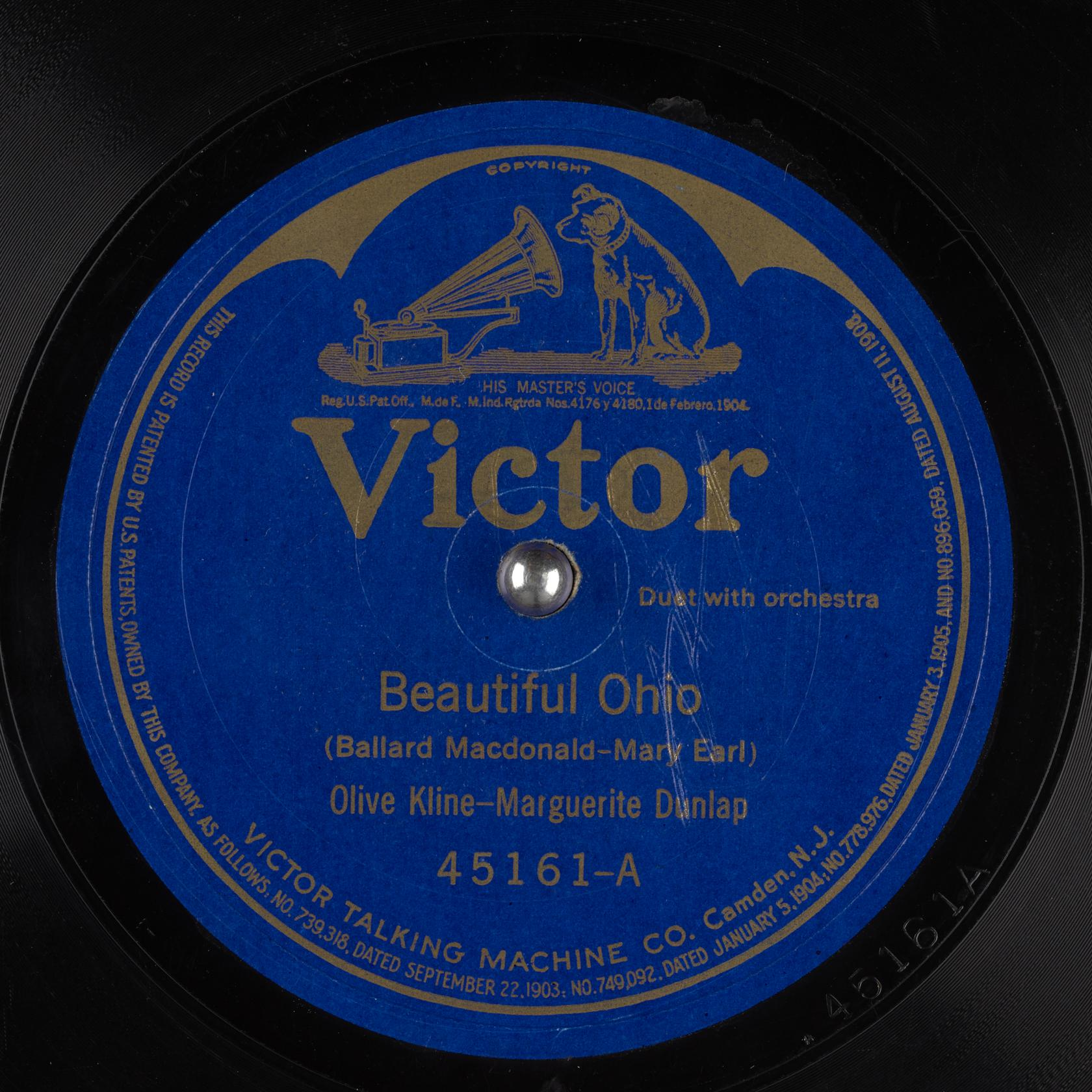
Copia de la grabación en disco fonográfico de 78 RPM de la balada «Beautiful Ohio», cantada por Kline y Marguerite Dunlap.

Kline nació el 7 de julio de 1887 en Amsterdam, Nueva York de Martha D. y Oliver S. Kline. Su familia se mudó a Schenectady, Nueva York alrededor de 1897, cuando su padre se fue a trabajar a General Electric.
Asistió a la escuela de niñas Saint Agnes en Albany, Nueva York. Sus primeros profesores vocales fueron Herbert Wilbur Green, cuyo apellido tomó prestado para su seudónimo de grabación ocasional Alice Green. Más tarde estudió canto con Herbert Witherspoon. Kline comenzó su carrera como solista remunerada con varias iglesias en la ciudad de Nueva York, incluida la Iglesia Reformada de Madison Avenue (ahora Iglesia Presbiteriana Central), la Iglesia de los Peregrinos de Plymouth y la Iglesia Holandesa Protestante Reformada Colegiada. Grabó para Victor Records a partir de 1912. En 1914 hizo su debut profesional en un concierto en Detroit en un programa que también contó con el  barítono Titta Ruffo.
Se casó con el Dr. John Walter Hulihan en 1919. Su última grabación para Victor Records fue en 1935.
Murió el 29 de julio de 1976 en Pelham, Nueva York. Está enterrada en el cementerio Calvary en Rutland, Vermont.